# Kamionka (Otorowo)
Kamionka – część wsi Otorowo w Polsce, położona w województwie wielkopolskim, w powiecie szamotulskim, w gminie Szamotuły. 
W latach 1975–1998 Kamionka administracyjnie należała do województwa poznańskiego.